# Casimiro Francisco Ramos

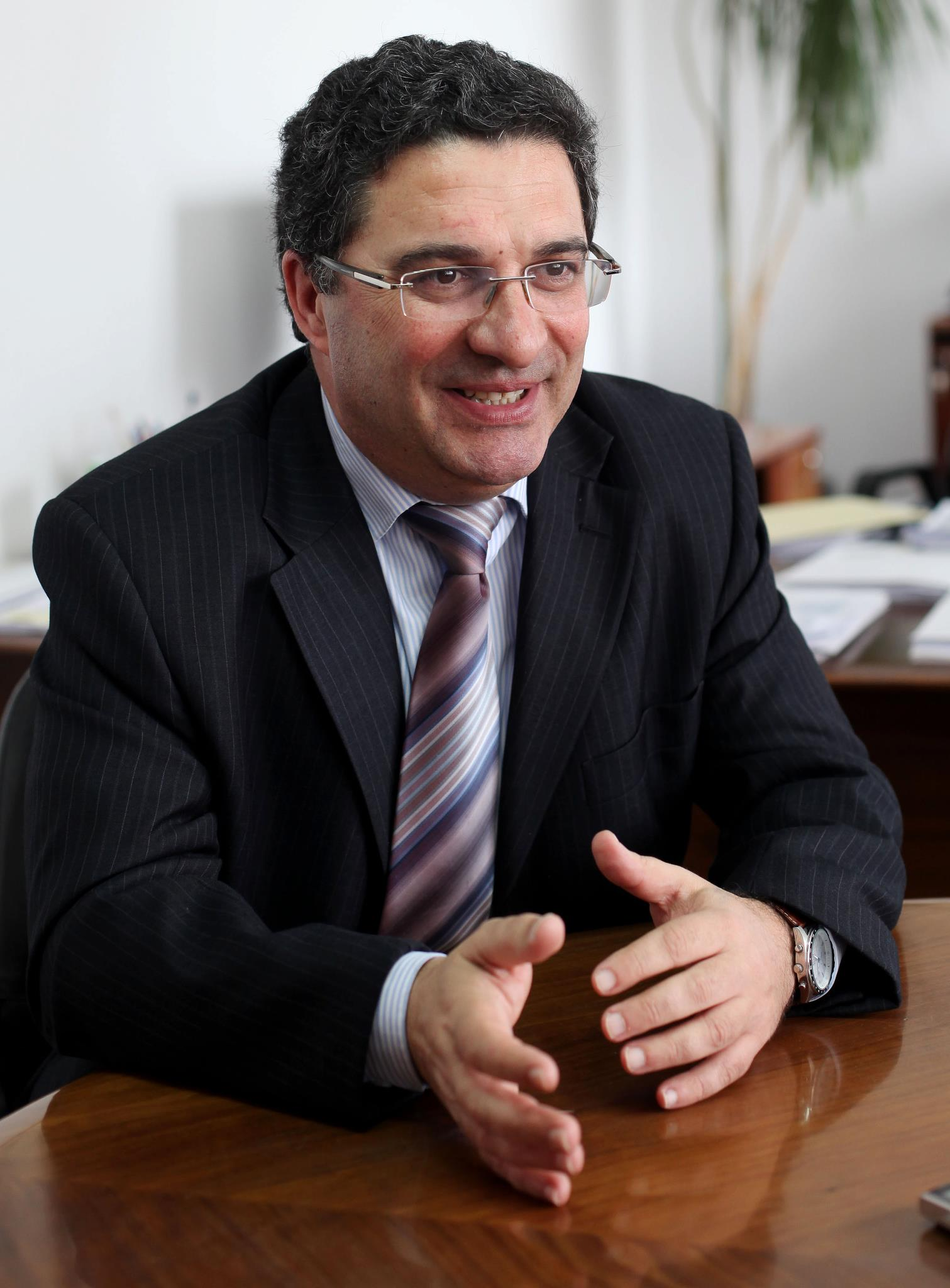
Casimiro Franscico Ramos

Casimiro Francisco Ramos, natural de Arruda dos Vinhos (nascido em 5 de novembro de 1962, Lisboa) é professor universitário, investigador, consultor e gestor de empresas, inventor, escritor e pintor.

## Percurso profissional
É licenciado em Organização e Gestão de Empresas pelo ISCTE em 1988 e doutorado em Gestão Estratégica e Marketing pela Universidade de Sevilla em 2007. É professor universitário, lecionando no Instituto Superior de Gestão (ISG-Lisboa). Foi Diretor Pedagógico do ISPO (Instituto Superior Politécnico do Oeste-Torres Vedras), responsável pela coordenação do mestrado em Gestão do Potencial Humano no ISG e docente em várias disciplinas na área de Gestão de Recursos Humanos. Foi também docente no IADE onde lecionou várias disciplinas ligadas à Gestão Empresarial e ao Marketing, tendo pertencido aos diversos órgãos de gestão (Concelho Pedagógico e Conselho Cientifico), no período de 1988 a 2013.
Tem vários artigos científicos na área do Marketing Relacional e em Gestão de Recursos Humanos, sendo criador da definição de Liderança Envolvente, no âmbito do estudo da inteligência emocional. 
Para além de empresário, consultor e gestor de empresas privadas nacionais e multinacionais, foi vogal do Conselho Diretivo da Administração de Saúde de Lisboa e Vale do Tejo (ARSLVT-IP) no período de 2008 a 2011.
Foi deputado da Assembleia da República no período de 1998 a 2001, sendo membro da Comissão do Ambiente, Ordenamento do Território e Poder Local e da Comissão de Economia. Em 1998 foi assessor do Secretário de Estado da Administração Local e Ordenamento do Território. Foi ainda membro da Assembleia Municipal de Arruda dos Vinhos em 3 mandatos (1993/98, 2005/09 e 2009/13) e Vereador da Câmara Municipal de Arruda dos Vinhos em 2 mandatos (1998/01 e 2001/05).
Pela sua profissão, é autor de livros de Gestão e contador de histórias da sua terra e dos seus conterrâneos, por paixão.